# Пеширово
Пеширово (на македонска литературна норма: Пеширово) e село в североизточната част на Северна Македония, част от община Свети Никола.

## География
Селото е разположено на 6 километра южно от общинския център град Свети Никола.

## История
В началото на XX век Пеширово е предимно турско село в Щипска каза на Османската империя. През 1900 година според статистиката на Васил Кънчов („Македония. Етнография и статистика“) селото брои 20 жители българи християни и 250 турци.
След Междусъюзническата война в 1913 година селото попада в Сърбия.
Според Димитър Гаджанов в 1916 година в Пеширово живеят 160 турци.
На етническата си карта от 1927 година Леонард Шулце Йена показва Бешерли (Bešerli) като турско село.
По време на сръбското управление селото е прекръстено на Ковачевичевац на убития от български терористи генерал Михайло Ковачевич.
По време на Българското управление (1941 - 1944) селото отново е прекръстено, този път на Александрово. По-късно името Пеширово е върнато.
На 18 ноември 2001 година митрополит Агатангел Брегалнишки осветява темелния камък на църквата „Свети Прохор Пчински“.
Според преброяването от 2002 година, селото брои 247 жители, всички северномакедонци.